# فریدون تفضلی
فریدون تفضلی (زادهٔ ۱۳۱۹ – درگذشتهٔ ۲۳ بهمن ۱۳۹۶) اقتصاددان، مترجم و استاد دانشگاه ایرانی بود.

## زندگی‌نامه
فریدون تفضلی، متولد ۱۳۱۹، یکی از اقتصاددانان برجسته ایرانی بود. او از سال ۱۳۴۹ به‌طور تمام وقت و رسمی تدریس در دانشگاه ملی ایران را آغاز کرد و در سال ۱۳۵۶ به رتبه استادی رسید. همچنین او پیرو مکتب اقتصاد پولی  میلتون فریدمن، اقتصاددان برجسته صاحب نظریه درآمد دایمی و برنده جایزه نوبل اقتصاد   بود.
وی مدرک کارشناسی اقتصاد خود را از دانشگاه ایالتی کالیفرنیا و مدارک کارشناسی ارشد و دکترا در همین رشته را از دانشگاه کالیفرنیای جنوبی آمریکا اخذ کرد. عنوان رساله اش «سهم علمی اسکار لانگه در تئوری سوسیالیسم و کاربردهای آن در یوگسلاوی و چک‌اسلواکی» بود که با درجه ممتاز مورد پذیرش قرار گرفت. تفضلی پیش از پذیرفته شدن در مقاطع تحصیلات تکمیلی یک سال به عنوان کارشناس اقتصادی برای شرکت آر جی رینولدز در لس آنجلس کار کرد و در دوره دکتری به عنوان دستیار تدریس مشغول به کار شد. او پس ۳۷ سال تدریس در تمام مقاطع تحصیلی رشته اقتصاد و بازنشسته شدن در ۱۳۸۶/۴/۱۵، تا آخرین روزهای عمر در دانشگاه شهید بهشتی تهران تدریس می‌کرد. وی در ۲۳ بهمن ۱۳۹۶ درگذشت.
فریدون تفضلی مؤلف و مترجم ده‌ها اثر در علم اقتصاد بوده و دو کتاب تاریخ عقاید اقتصادی و اقتصاد کلان او جزو کتاب‌های کلاسیک درسی مرجع در رشتهٔ اقتصاد به زبان فارسی محسوب می‌شود. یکی از بهترین آثار ترجمه ای او نیز کتاب راز سرمایه است.

## آثار

### تألیف
- تاریخ عقاید اقتصادی از افلاطون تا دوره معاصر (از ۶۰۰ قبل از میلاد تا ۲۰۰۰ میلادی)، ویراست سوم، چاپ چهاردهم، نشر نی، ۱۳۹۳
- اقتصاد کلان: نظریه‌ها و سیاست‌های اقتصادی، ویراست سوم چاپ هجدهم، نشر نی، ۱۳۸۸
- انقلاب کینزی از دیدگاه رشد و توسعه اقتصادی، نشر نی، ۱۳۷۲
- تورم و تورم بسیار شدید و چند نمونه تاریخی، انتشارات وزارت تعاون، ۱۳۷۵

### ترجمه
- راز سرمایه (چرا سرمایه‌داری در غرب موفق می‌شود و درجاهای دیگر شکست می‌خورد)، هرناندو دوسوتو، نشر نی، ۱۳۸۶، چاپ سوم
- راه بردگی، فریدریش فون هایک ترجمه فریدون تفضلی و حمید پاداش، نشر نگاه معاصر، ۱۳۹۰، چاپ اول
- مبانی علم اقتصاد برای مدیریت بازرگانی: کارشناسی و کارشناسی ارشد، دیوید باروز و جان اسمیتین، نشر نی، ۱۳۹۰
- اندیشه‌های اقتصادی لودویگ فون میزس :یک بازنگری اقتصادی، لورنس اس. هاس، نشر نی، ۱۳۸۷
- اندیشه‌های اقتصادی میلتون فریدمن، ایمون باتلر، (کتاب سال)، نشر نی، ۱۳۷۷
- سرمایه‌داری، کمونیسم و همزیستی، جان کنت گالبرایت و استنیسلا ومنشیکوف، نشر نی، ۱۳۶۹
- اندیشه‌های سیاسی و اقتصادی فریدریش فون هایک، ایمون باتلر، نشر نی، ۱۳۸۷

### استاد راهنما (۳ مورد از ۴۵ مورد)
- بررسی صنعت اتومبیل در ایران، عباس نجفی‌زاده، به راهنمایی: فریدون تفضلی.
- بررسی اثرات اعمال مالیات بر موارد خاص (excise tax) مطالعه موردی خودرو، الهام زاغریان، ۱۳۸۶
- ارتباط بازارهای مالی با بخش واقعی در اقتصاد ایران، شهناز سلطان احمدی، ۱۳۸۱

### استاد مشاور (۲ مورد از چندین مورد)
- بررسی اثر مخارج دولت بر سرمایه‌گذاری بخش خصوصی در اقتصاد ایران، مریم خدادادی، ۱۳۸۰
- بررسی رابطه بین کسری بودجه و تقاضای پول در اقتصاد ایران، حمیدرضا حلافی، ۱۳۸۷

### استاد مدعو داور (رساله دکترا)
- ارزیابی اقتصاد مرسوم در برابر اقتصاد نهادگرای قدیم: کنکاشی در قدرت تبیین هر پارادایم (مورد خاص مصرف و فقر)، دکتر محمود مشهدی احمد، دانشکده اقتصاد، دانشگاه تهران، ۱۳۸۹
- تئوری‌های تورم با نگاهی به فرایند تورم در ایران، دکتر علی طیب نیا، دانشکده اقتصاد، دانشگاه تهران، ۱۳۷۳